# 1 − 2 + 4 − 8 + ⋯
수학에서 1 − 2 + 4 − 8 + ⋯은 부호가 교대하는 2의 거듭제곱을 항으로 하는 무한급수이다. 등비급수로서 첫 항이 1이고 공비가 -2이다.
{\displaystyle \sum _{k=0}^{n}(-2)^{k}}
실수 급수로서, 이는 발산한다. 따라서 통상적인 의미에서는 합이 없다. P진 해석학에서 이 급수는 ∞ 이외의 다른 값, 즉 2-진수를 사용하여 급수의 극한인 ⁠1/3⁠과 관련이 있다.

## 역사적 논증
고트프리트 라이프니츠는 이미 1673년에 발산하는 교대급수 1 − 2 + 4 − 8 + 16 − ⋯를 고려했다. 그는 왼쪽이나 오른쪽에서 빼면 양의 무한대 또는 음의 무한대를 생성할 수 있으므로 두 답 모두 틀렸고 전체는 유한해야 한다고 주장했다.
이제 일반적으로 자연은 두 가지 중 어느 것도 허용되지 않는 경우, 또는 두 가지 중 어느 것이 허용되는지 결정할 수 없는 경우에 중간을 선택하며, 전체는 유한한 양과 같다.
라이프니츠는 이 급수가 합을 갖는다고 단언하지는 않았지만, 메르카토르의 방법에 따라 ⁠1/3⁠과 관련이 있다고 추론했다. 급수가 실제로 합으로서 더해지지 않고도 어떤 유한한 양과 같을 수 있다는 태도는 18세기에는 흔한 일이었지만, 현대 수학에서는 구별하지 않는다.
크리스티안 볼프는 1712년 중반에 라이프니츠의 그란디 급수 처리법을 읽은 후, 그 해결책에 매우 만족하여 산술 평균 방법을 1 − 2 + 4 − 8 + 16 − ⋯와 같은 더 많은 발산 급수로 확장하려고 했다. 간단히 말해, 이 급수의 부분합을 마지막 바로 전 항의 함수로 표현하면 ⁠4m + 1/3⁠ 또는 ⁠−4n + 1/3⁠을 얻는다. 이 값들의 평균은 ⁠2m − 2n + 1/3⁠이며, 무한대에서 m = n이라고 가정하면 급수의 값으로 ⁠1/3⁠을 얻는다. 라이프니츠의 직관은 그의 해결책이 이 정도까지 무리하게 확장되는 것을 막았고, 그는 볼프의 아이디어가 흥미롭지만 여러 이유로 유효하지 않다고 답장했다. 이웃하는 부분합의 산술 평균은 어떤 특정 값으로 수렴하지 않으며, 모든 유한한 경우에 n = m이 아니라 n = 2m이다. 일반적으로 합산 가능한 급수의 항은 0으로 감소해야 한다. 심지어 1 − 1 + 1 − 1 + ⋯도 그러한 급수의 극한으로 표현될 수 있다. 라이프니츠는 볼프에게 "과학과 자신에게 합당한 것을 생산할 수 있도록" 다시 고려해 보라고 조언한다.

## 현대적 방법

### 등비급수
정칙성, 선형성, 안정성 속성을 가진 모든 합계 방법은 등비급수를 합산한다.
{\displaystyle \sum _{k=0}^{\infty }ar^{k}={\frac {a}{1-r}}.}
이 경우 a = 1이고 r = −2이므로 합은 ⁠1/3⁠이다.

### 오일러 합
레온하르트 오일러는 1755년 그의 저서 《Institutiones》에서 1 − 2 + 4 − 8 + ⋯의 오늘날 오일러 변환이라고 불리는 것을 효과적으로 취하여 수렴하는 급수 ⁠1/2⁠ − ⁠1/4⁠ + ⁠1/8⁠ − ⁠1/16⁠ + ⋯에 도달했다. 후자가 ⁠1/3⁠으로 합산되므로 오일러는 1 − 2 + 4 − 8 + ... = ⁠1/3⁠이라고 결론지었다. 그의 무한급수에 대한 아이디어는 현대적인 접근 방식과 정확히 일치하지 않는다. 오늘날에는 1 − 2 + 4 − 8 + ...가 오일러 합 가능하며 그 오일러 합은 ⁠1/3⁠이라고 말한다.

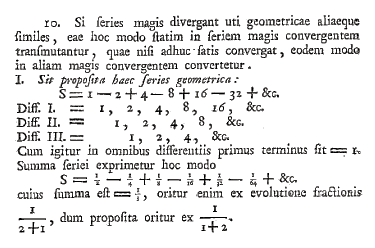
《Institutiones》 발췌

오일러 변환은 양의 항으로 이루어진 수열로 시작한다.
a0 = 1,
a1 = 2,
a2 = 4,
a3 = 8,...
그 다음 전방 차분 수열은 다음과 같다.
Δa0 = a1 − a0 = 2 − 1 = 1,
Δa1 = a2 − a1 = 4 − 2 = 2,
Δa2 = a3 − a2 = 8 − 4 = 4,
Δa3 = a4 − a3 = 16 − 8 = 8,...
이는 바로 같은 수열이다. 따라서 반복된 전방 차분 수열은 모두 모든 n에 대해 Δna0 = 1로 시작한다. 오일러 변환은 다음 급수이다.
{\displaystyle {\frac {a_{0}}{2}}-{\frac {\Delta a_{0}}{4}}+{\frac {\Delta ^{2}a_{0}}{8}}-{\frac {\Delta ^{3}a_{0}}{16}}+\cdots ={\frac {1}{2}}-{\frac {1}{4}}+{\frac {1}{8}}-{\frac {1}{16}}+\cdots .}
이것은 통상적인 공식에 의해 합이 ⁠1/3⁠인 수렴하는 등비급수이다.

### 보렐 합
1 − 2 + 4 − 8 + ⋯의 보렐 합도 ⁠1/3⁠이다. 에밀 보렐이 1896년에 보렐 합의 극한 공식을 도입했을 때, 이것은 1 − 1 + 1 − 1 + ⋯에 이어 그의 첫 번째 예시 중 하나였다.

### p-진수
2-진수에서 {\displaystyle 1-2+4-8\ldots }와 관련된 부분합의 수열은
{\displaystyle 1,-1,3,-5,11,\ldots }
2의 보수를 사용하여 2진법으로 표현하면 다음과 같다.
{\displaystyle {\overline {0}}1,{\overline {1}}1,{\overline {0}}11,{\overline {1}}011,{\overline {0}}1011,\ldots }
이 수열의 극한은 2-진수에서 {\displaystyle {\overline {01}}1={\frac {1}{3}}}이다. 따라서 {\displaystyle 1-2+4-8\ldots ={\frac {1}{3}}}이다.

## 같이 보기
- 1 + 2 + 4 + 8 + ⋯

## 참고
1. ↑  Leibniz pp. 205-207
2. ↑  Knobloch pp. 124–125. The quotation is from De progressionibus intervallorum tangentium a vertice, in the original Latin: "Nunc fere cum neutrum liceat, aut potius cum non possit determinari utrum liceat, natura medium eligit, et totum aequatur finito."
3. ↑  Ferraro and Panza p. 21
4. ↑  Wolff's first reference to the letter published in the Acta Eruditorum appears in a letter written from 할레 (작센안할트) dated 12 June 1712; Gerhardt pp. 143–146.
5. ↑  The quotation is Moore's (pp. 2–3) interpretation; Leibniz's letter is in Gerhardt pp. 147–148, dated 13 July 1712 from 하노버.
6. ↑  Euler p.234
7. ↑  See Korevaar p. 325
8. ↑  Smail p. 7.